# (32132) Andrewamini
(32132) Andrewamini est un astéroïde de la ceinture principale.

## Description
(32132) Andrewamini est un astéroïde de la ceinture principale. Il fut découvert le 4 juin 2000 à Socorro (Nouveau-Mexique) par le projet LINEAR. Il présente une orbite caractérisée par un demi-grand axe de 2,29 UA, une excentricité de 0,17 et une inclinaison de 6,9° par rapport à l'écliptique.

## Compléments